# The Expendables (groupe américain)
Pour les articles homonymes, voir The Expendables.
The Expendables est un groupe formé à Santa Cruz (Californie) en 1997. 
Il est composé de quatre musiciens: Geoff Weers à la guitare et au chant, Raul Bianchi à la guitare, Ryan DeMars à la basse et Adam Patterson à la batterie. Ils sont orientés vers le surf-rock.

## Discographie
- 2000 - No Time To Worry
- 2001 - Open Container
- 2004 - Gettin’ Filthy
- 2007 - The Expendables
- 2010 - Prove It
- 2012 - Gone Soft